# Premio Emmy

Un Emmy

Il premio Emmy (in inglese Emmy Award) è il più importante premio televisivo negli Stati Uniti d'America. 
Gli Emmy Awards sono dedicati a vari settori dell'industria televisiva tra cui l'intrattenimento, l'informazione e la programmazione documentaristica e sportiva. Sono assegnati annualmente attraverso varie distinte cerimonie, curate da diverse organizzazioni.
La principale è l'Academy of Television Arts & Sciences, fondata nel 1946, che si occupa dell'assegnazione dei Primetime Emmy Awards, ovvero dei premi dedicati alla programmazione d'intrattenimento in onda in prima serata.
La National Academy of Television Arts and Sciences, fondata nel 1955, si occupa invece di assegnare i premi dedicati alla programmazione d'intrattenimento del day-time, denominati Daytime Emmy Awards. Inoltre, premia anche gli altri programmi non d'intrattenimento, come programmi sportivi, d'informazione e di documentari.
La terza organizzazione è costituita dall'International Academy of Television Arts and Sciences, fondata nel 1969, che si occupa di premiare i migliori programmi televisivi prodotti al di fuori degli Stati Uniti, ed i premi sono chiamati International Emmy Awards
È considerato l'equivalente del premio Oscar per il cinema, del Grammy Award per la musica e del Tony Award per il teatro; essere premiati a ognuno di tali premi, insieme abbreviati nell'acronimo EGOT, è come vincere un Grand Slam nel mondo dello show-business.

## Storia
L'Academy of Television Arts & Sciences (chiamata anche ATAS o Television Academy) è stata fondata da Syd Cassyd nel 1946. La Television Academy ideò gli Emmy Awards come un'opportunità per potenziare l'immagine e le pubbliche relazioni.
La prima cerimonia per assegnare i premi Emmy avvenne il 25 gennaio 1949, all'Hollywood Athletic Club di Los Angeles, e vennero assegnati un totale di 6 premi: miglior film televisivo, miglior programma televisivo, miglior personaggio televisivo, miglior canale televisivo, premio tecnico e premio speciale. In tale occasione però venne premiata solo la programmazione televisiva locale nella zona di Los Angeles, eccetto il premio assegnato come miglior personalità televisiva a Shirley Dinsdale.
Nel corso degli anni '50 la cerimonia si espanse come premio nazionale e nel 1955 nacque l'organizzazione sorella National Academy of Television Arts and Sciences (chiamata anche NATAS o National Television Academy), allo scopo di servire i membri della East Coast e supervisionare l'assegnazione dei premi. Inoltre, tale organizzazione stabilì sedi locali sparse in tutti gli Stati Uniti, allo scopo di assegnare premi anche a livello locale.
Nel 1969 è nata una terza organizzazione associata, l'International Academy of Television Arts & Sciences (chiamata anche IATAS), con lo scopo di assegnare gli International Emmy Awards, dedicati alla produzione televisiva internazionale.
A partire dal 1974, la cerimonia principale per assegnare i premi alla programmazione nazionale si sdoppiò in una cerimonia riservata alla programmazione serale, l'attuale Primetime Emmy Awards, e in un'altra riservata alla programmazione giornaliera, l'attuale Daytime Emmy Awards. L'ATAS e la NATAS si separarono formalmente solo nel 1977, pur continuando a condividere lo stesso marchio e la stessa statuetta per l'assegnazione dei premi, dividendosi così in modo specifico le tipologie di cerimonie da gestire.  
I programmi trasmessi via cavo divennero idonei per i Primetime Emmy nel 1988 e per i Daytime Emmy nel 1989.  
Nel 2013 l'ATAS ha anche iniziato ad accettare programmi televisivi originali in streaming solo online. 
Nel dicembre 2021, l'ATAS e la NATAS hanno annunciato un importante riallineamento delle cerimonie degli Emmy Award in risposta alla crescita dei programmi televisivi in streaming, che offuscando le distinzioni tra i programmi Daytime e i programmi Primetime. I fattori determinanti per questa distinzione non sono più, dunque, le fasce orarie di trasmissione dei programmi, ma i temi trattati e la frequenza della programmazione.

### Statuetta e nome
Il nome Emmy fu scelto come il femminile del termine "immy", l'appellativo con cui sono conosciuti i tubi da ripresa, molto comuni nel mondo della produzione televisiva. Per completare il nome, si è voluto che la statuetta rappresentasse una donna alata con un atomo tra le mani, diventando subito il simbolo dell'organizzazione.
La statuetta dell'Emmy è stata progettata dall'ingegnere televisivo Louis McManus, che ha usato sua moglie come modello. L'ATAS respinse 47 proposte prima di stabilirsi sul progetto di McManus nel 1948. La statuetta "è diventata da allora il simbolo dell'obiettivo della Television Academy di sostenere ed elevare l'arte e la scienza della televisione: le ali rappresentano la musa dell'arte; l'atomo il elettrone della scienza."
Il peso e le dimensioni della statuetta dell'Emmy variano a seconda degli eventi. La statuetta dei Primetime Emmy pesa 6 libbre e 12 once (3,06 kg) ed è realizzata in rame, nichel, argento e oro. Ciascuna richiede cinque ore e mezza per essere realizzata e viene maneggiata con guanti bianchi per evitare impronte digitali.

## Cerimonie
Ogni anno durante l'anno solare si tengono varie cerimonie di premi Emmy, che vanno dal riconoscimento degli spettacoli televisivi a livello nazionale ai programmi prodotti a livello regionale e locale. 
Ogni evento ha, tra le altre cose, una propria serie di categorie di premi, procedure di nomina e di voto e regole relative ai comitati di voto. Non è raro che un evento abbia alcuni degli stessi nomi di categoria utilizzati da un altro evento. (es. Primetime Emmy Award per la miglior serie drammatica e Daytime Emmy Award per la miglior serie drammatica). 
Uno spettacolo che partecipa a una delle cerimonie Emmy generalmente non può essere inserito in nessuna delle altre. Ad esempio, gli spettacoli i cui gli orari di trasmissione variano a seconda dei mercati sono idonei sia per i Daytime che per i Primetime, ma non possono partecipare a entrambi. In generale, uno spettacolo è considerato nazionale se raggiunge più del 50% delle famiglie statunitensi; i programmi che non raggiungono almeno il 50% del paese possono invece partecipare ai Regional Emmy. I programmi televisivi in streaming sono trattati come gli altri: devono essere disponibili per il download o lo streaming da oltre il 50% del mercato nazionale statunitense per poter partecipare a una delle competizioni nazionali dell'Emmy e possono partecipare solo a una delle competizioni nazionali dell'Emmy. Uno spettacolo in prima serata che è stato realizzato con una co-produzione tra società statunitensi e straniere potrebbe essere idoneo sia per il Primetime  Emmy Awards che per gli International Emmy Awards, ma non può partecipare a entrambi.
Indipendentemente dalle carimonie specifiche in cui si vince un Emmy, tutti i vincitori sono chiamati "Vincitore dell'Emmy".

### Primetime
I Primetime Emmy Awards vengono assegnati dall'Academy of Television Arts & Sciences ai programmi televisivi statunitensi trasmessi in prima serata (in inglese prime time).

#### Primetime Creative Arts
Circa una settimana prima della cerimonia dei Primetime Emmy Awards, sono assegnati anche i cosiddetti Primetime Creative Arts Emmy Awards, ovvero quei premi che mirano a premiare principalmente i membri della produzione dei vari programmi televisivi che stanno "dietro le quinte", ovvero direttori tecnici, direttori artistici, costumisti, truccatori, fotografi, responsabili effetti visivi, ecc. Comprendono anche altre categorie alle miglior guest star o ai doppiatori.

### Daytime
La cerimonia per i Daytime Emmy Awards, ovvero i premi dedicati alla programmazione televisiva statunitense del day-time, avviene annualmente nel mese di giugno, anche se dal 1993 al 2005 ha avuto luogo nel mese di maggio, nel 2006 in aprile e nel 2009 a fine agosto. 
La sua prima edizione risale al 1974 ed è curata dalla National Academy of Television Arts & Sciences.
Lista dei premi assegnati:
- Programmi
  - Miglior serie drammatica (Outstanding Drama Series)
  - Miglior talk show (Outstanding Talk Show)
  - Miglior programma legale (Outstanding Legal/Courtroom Program)
  - Miglior programma culinario (Outstanding Culinary Program)
  - Miglior programma d'informazione (Outstanding Entertainment News Program)
- Recitazione
  - Miglior attore protagonista in una serie drammatica (Outstanding Lead Actor in a Drama Series)
  - Miglior attrice protagonista in una serie drammatica (Outstanding Lead Actress in a Drama Series)
  - Miglior attore non protagonista in una serie drammatica (Outstanding Supporting Actor in a Drama Series)
  - Miglior attrice non protagonista in una serie drammatica (Outstanding Supporting Actress in a Drama Series)
  - Miglior giovane attore in una serie drammatica (Outstanding Younger Performer in a Drama Series)
  - Miglior guest star in una serie drammatica (Outstanding Guest Performer in a Drama Series)
- Presentatori
  - Miglior presentatore di un talk show (Outstanding Talk Show Host)
  - Miglior presentatore di un programma culinario (Outstanding Culinary Host)
- Sceneggiatura e regia
  - Miglior regia  di una serie drammatica (Directing for a Drama Series)
  - Miglior sceneggiatura di una serie drammatica (Writing for a Drama Series)

#### Daytime Creative Arts
Come in occasione dei Primetime Emmy Awards, nella settimana precedente la cerimonia di premiazione sono assegnati i Creative Arts Emmy Awards, che premiamo principalmente il personale tecnico.

### Sports
Gli Sports Emmy Awards vengono assegnati dalla National Academy of Television Arts and Sciences (NATAS) per l'eccellenza nella programmazione sportiva.
La cerimonia di premiazione si svolge ogni primavera, di solito nelle ultime due settimane di aprile o la prima settimana di maggio, e si tiene un lunedì sera a New York.
Il primo Emmy per "Miglior copertura sportiva" fu assegnato alla seconda cerimonia dei Primetime Emmy Awards nel 1950, dove KTLA, una stazione televisiva locale di Los Angeles, vinse il premio per la copertura del wrestling. L'anno successivo, un'altra stazione con sede a Los Angeles, KNBH, vinse un Emmy per la copertura della squadra di football americano Los Angeles Rams. Al settimo Primetime Emmy nel 1955, la NBC divenne la prima grande rete a vincere uno Sports Emmy Award per la sua serie, Gillette Cavalcade of Sports.
Nel 1979, alla Rainbow Room di New York si tenne per la prima volta un Emmy dedicato esclusivamente alla programmazione sportiva. La nona edizione degli Sports Emmy Awards, presentata dagli attori Alan Thicke e Joan Van Ark, tenutasi il 13 luglio 1988, divenne la prima cerimonia degli Sports Emmy ad essere trasmessa in televisione. 
Alla cerimonia inaugurale del 1979 c'erano 12 categorie. La cerimonia del 2022 ha premiato 47 categorie competitive.

### News and documentary
I News & Documentary Emmy Awards vengono assegnati annualmente, nella stagione autunnale, dalla National Academy of Television Arts & Sciences a partire dal 1980. Tali premi sono dedicati ai programmi statunitensi di informazione e di divulgazione.

### Children's and Family
I Children's and Family Emmy Awards vengono assegnati annualmente nel mese di novembre dalla National Academy of Television Arts & Sciences (NATAS) dal 2022. L'introduzione della cerimonia fa parte di un più ampio riallineamento dei criteri di eleggibilità dei Primetime e Daytime Emmy Awards; difatti in  precedenza, la maggior parte dei premi Emmy per la televisione per bambini rientrava nell'ambito dei Daytime Emmy Awards.

### Technology and Engineering
I Primetime Engineering Emmy Awards presentati dall'Academy of Television Arts & Sciences e i Technology (ATAS) & Engineering Emmy Awards presentati dalla National Academy of Television Arts and Sciences (NATAS) sono due concorsi separati che onorano individui, aziende o organizzazioni scientifiche o tecniche in riconoscimento di sviluppi e contributi significativi agli aspetti ingegneristici e tecnologici dall'industria televisiva statunitense. 
Generalmente, la cerimonia Technology & Engineering Emmy presentata dalla NATAS si tiene a gennaio, mentre i Primetime Engineering Emmy dell'ATAS vengono presentati a ottobre. 
Ogni accademia dispone di un proprio gruppo separato di ingegneri altamente qualificati ed esperti nel settore televisivo per determinare i rispettivi destinatari del premio. 
Nel repertorio degli Engineering Emmy Award dell'ATAS c'è il Philo T. Farnsworth Award, assegnato per onorare le aziende che hanno influenzato in modo significativo lo stato dell'ingegneria televisiva e delle trasmissioni per un lungo periodo di tempo.

### Regional
Ci sono 20 cerimonie regionali negli Stati Uniti che premiano l'eccellenza in tutti i mercati televisivi regionali, compresi i notiziari locali e gli spettacoli prodotti localmente. 
19 cerimonie regionali sono affiliate alla National Academy of Television Arts & Sciences (NATAS), mentre l'Academy of Television Arts & Sciences e i Technology (ATAS) con sede a Los Angeles assegna i premi per la programmazione locale dell'area di Los Angeles.
Le venti sedi coprono tutto il territorio degli Stati Uniti e sono stabilite nei pressi di: Boston (New England Emmy Awards), Chicago (Chicago / Midwest Emmy Awards), Dallas (Lone Star Emmy Awards), Highlands Ranch (Heartland Emmy Awards), Los Angeles (Los Angeles Emmy Awards), Brecksville (Lower Great Lakes Emmy Awards), Southfield (Michigan Emmy Awards), Arkansas (Mid-America Emmy Awards), Delaware (Mid-Atlantic Emmy Awards), Nashville (Midsouth Emmy Awards), Maryland (National Capital / Chesapeake Bay Emmy Awards), New York (New York Emmy Awards), Alaska (Northwest Emmy Awards), Kentucky (Ohio Valley Emmy Awards), San Diego (Pacific Southwest Emmy Awards), Arizona (Rocky Mountain Emmy Awards), San Francisco (San Francisco / Northern California Emmy Awards), Atlanta (Southeast Emmy Awards), Florida (Suncoast Emmy Awards) e Minnesota (Upper Midwest Emmy Awards).

### International Emmy Awards
Gli International Emmy Awards sono invece dedicati alla programmazione televisiva internazionale, ovvero alla produzione televisiva che avviene al di fuori degli Stati Uniti. La cerimonia è curata dalla International Academy of Television Arts and Sciences, fondata nel 1969, e avviene annualmente nel mese di novembre presso l'Hilton Hotels & Resorts di New York. 
I premi assegnati sono: 
- Miglior serie tv drammatica
- Miglior serie tv commedia
- Miglior miniserie o film tv
- Miglior telenovela
- Miglior attore
- Miglior attrice
- Miglior programma artistico
- Miglior documentario
- Miglior programma d'attualità
- Miglior programma d'informazione
- Miglior programma per bambini e ragazzi
- Miglior programma non sceneggiato, temi di attualità

Vincitori del premio miglior serie tv drammatica
- 2002 - Rejseholdet (Danimarca)
- 2003 - Nikolaj and Julie (Danimarca)
- 2004 - Waking the Dead (Regno Unito)
- 2005 - The Eagle: A Crime Odyssey (Danimarca)
- 2006 - Life on Mars (Regno Unito)
- 2007 - The Street (Regno Unito)
- 2008 - Life on Mars (Regno Unito)
- 2009 - Livvagterne (The Protectors) (Danimarca)
- 2010 - The Street (Regno Unito)
- 2011 - Accused (Regno Unito)
- 2012 - Braquo (Francia)
- 2013 - Les Revenants (Francia)
- 2014 - Utopia (Regno Unito)
- 2015 - Spiral (Engrenages) (Francia)
- 2016 - Deutschland 83 (Germania)
- 2017 - Mammon (Norvegia)
- 2018 - La casa di carta (La casa de papel) (Spagna)
- 2019 - McMafia (Regno Unito)
- 2020 - Delhi Crime (India)
- 2021 - Tehran (Israele)

Vincitori del premio miglior serie tv commedia
- 2003 - The Kumars at No. 42 (Regno Unito)
- 2004 - Lolle (Berlin, Berlin) (Germania)
- 2005 - The Newsroom (Canada)
- 2006 - Little Britain (Regno Unito)
- 2007 - Little Britain Abroad (Regno Unito)
- 2008 - IT Crowd (The IT Crowd) (Regno Unito)
- 2009 - Shinichi Hoshi (Giappone)
- 2010 - Ramzor (Israele)
- 2011 - Benidorm Bastards (Belgio)
- 2012 - The Invisible Woman (Brasile)
- 2013 - Moone Boy (Regno Unito)
- 2014 - Wat als? (Belgio)
- 2015 - Doce de Mãe (Brasile)
- 2016 - Hoff the records (Regno Unito)
- 2017 - Alan Partridge's Scissor Isle (Regno Unito)
- 2018 - Nevsu (Israele)
- 2019 - Speciale di Natale di Porta do Fundos (Especial De Natal Porta Dos Fundos) (Brasile)
- 2020 - Nessuno ci guarda (Ninguém Tá Olhando) (Brasile)
- 2021 - Chiami il mio agente! (Dix pour cent) (Francia)

Vincitori del premio "temi di attualità"
- 2018 - White Right: Meeting The Enemy (Regno Unito)
- 2019 - Uppdrag granskning: FN och mörkläggningen (Svezia)
- 2020 - Undercover: Inside China's Digital Gulag (Regno Unito)

### Altri premi
Altri riconoscimenti sono assegnati anche ai programmi di approfondimento finanziari ed economici, ai programmi di pubblico servizio e utilità sociale e alle produzioni locali di scuole superiori e università. Altri premi sono costituiti dal Governors Award e dal The Bob Hope Humanitarian Award, ideato nel 2002 a cura dell'Academy Board of Governors.